# St. Martinus (Sinthern)

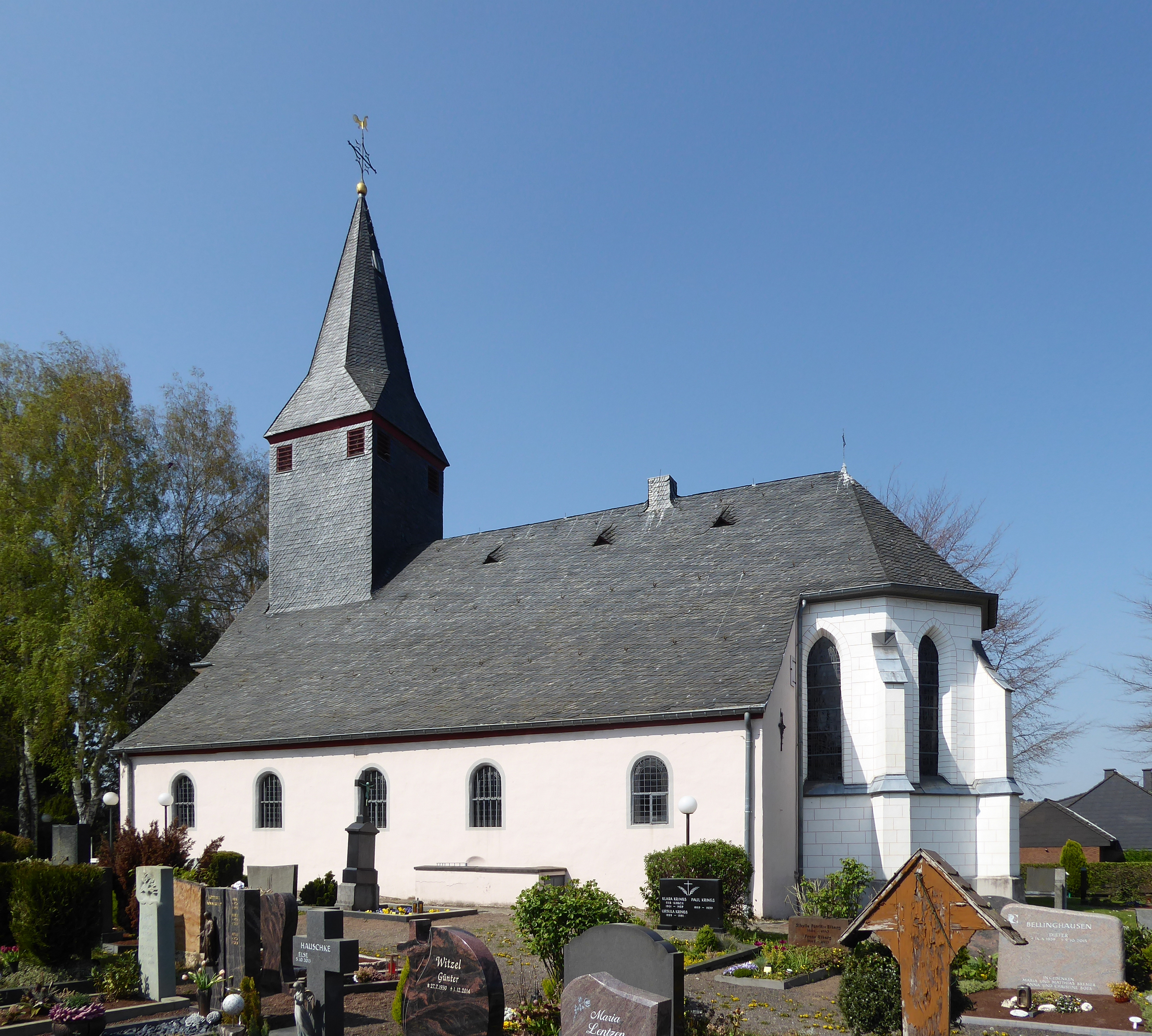
St. Martinus

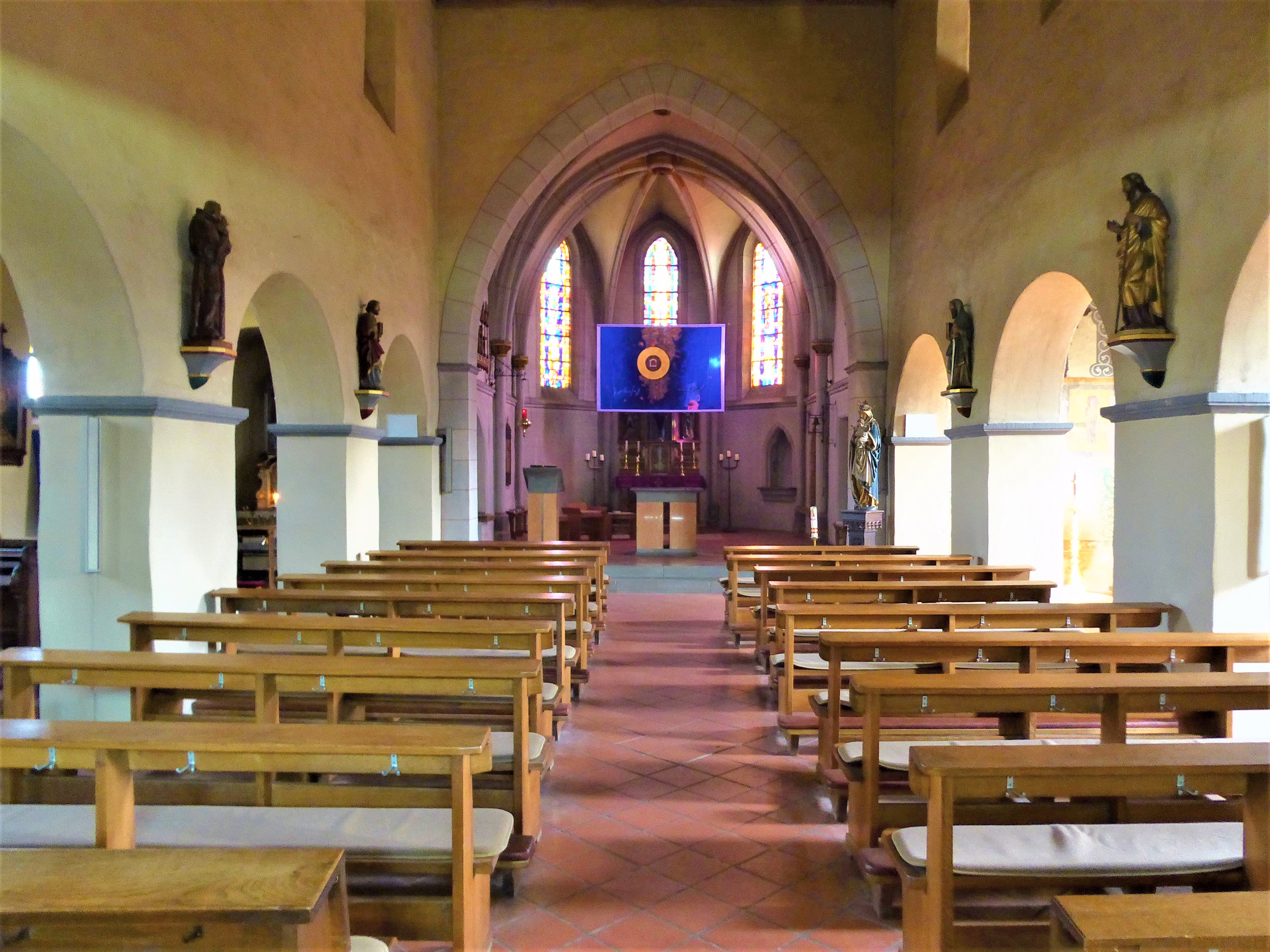
Blick durch das Langhaus

St. Martinus ist eine römisch-katholische Kirche in Sinthern, einem Ortsteil von Pulheim (Rhein-Erft-Kreis) in Nordrhein-Westfalen. 

## Geschichte
Die Kirche St. Martinus in Sinthern stellt im Kern eine dreischiffige romanische Pfeilerbasilika aus dem 12. Jahrhundert dar. Nach urkundlicher Überlieferung existierte bereits im Jahr 1065 ein Vorgängerbau, der 1971 bei archäologischen  Grabungen als kleiner Saalbau mit Rechteckchor nachgewiesen werden konnte. Die Kirche unterstand bis zur Säkularisation der Abtei Brauweiler.
Bei kriegerischen Auseinandersetzungen zwischen  Erzbischof Engelbert II. von Köln und dem Jülicher Grafen Wilhelm IV. verschanzten sich die Sinthener Bauern 1267 im Kirchturm. Dieser wurde noch im selben Jahr niedergelegt. Im Westgiebel der heutigen Kirche ist noch immer die Ostmauer des ehemaligen Turmes erkennbar. Im 14. Jahrhundert wurde der gotische Chor mit 5/8-Schluss angefügt. Die drei Schiffe des Langhauses wurden um 1685 unter ein gemeinsames Schleppdach gebracht.